# Geotrogus psilopus
Geotrogus psilopus är en skalbaggsart som beskrevs av Leon Fairmaire 1884. Geotrogus psilopus ingår i släktet Geotrogus och familjen Melolonthidae. Utöver nominatformen finns också underarten G. p. denigratus.